# Manuel Roxas (president)
Manuel A. Roxas  (Capiz, 1 januari 1892 - Angeles, 15 april 1948) was van 1946 tot zijn dood in 1948 de 5e Filipijnse president. Roxas won de verkiezingen van 1946 van Sergio Osmeña en werd daarmee de eerste president van een onafhankelijk Filipijnen. Roxas overleed tijdens zijn presidentschap aan een hartaanval na het geven van een speech op Clark Air Base en werd opgevolgd door vicepresident Elpidio Quirino.

## Biografie
Manuel Roxas werd geboren op 1 januari 1892 in Capiz, het tegenwoordig naar hem vernoemde Roxas City, in de gelijknamige Filipijnse provincie Capiz. Hij was het jongste kind uit een gezin van vier kinderen van Gerardo Roxas en Rosario Acuña. Zijn vader overleed acht maanden voor de geboorte van Manuel toen hij werd gedood door de Spaanse Guardia Civil. Na de dood van zijn vader hertrouwde zijn moeder met Eugenio Picazo. Uit dat huwelijk kreeg zij nog eens vier kinderen.
Na het voltooien van de lagere school in Capiz, werd Roxas door zijn grootvader Euleterio Acuña naar Hongkong gestuurd voor een opleiding aan St. Joseph's Academy. Een jaar later keerde hij weer terug in de Filipijnen, waarna hij in 1909 zijn middelbareschoolopleiding voltooide aan Manilla High School, de latere Araullo High School. Aansluitend begon hij aan een opleiding rechten aan de YMCA van Manila. Het jaar erop stapte hij over naar de nieuw opgerichte rechtenopleiding van de University of the Philippines. Tijdens zijn studie werkte Roxas als vertaler voor een Court of First Instance. In 1913 voltooide hij als valedictorian de bachelor-opleiding rechten. In hetzelfde jaar slaagde hij tevens met de hoogste score van dat jaar voor het toelatingsexamen van de Filipijnse balie.
Na zijn afstuderen was Roxas van 1913 tot 1915 secretaris van Cayetano Arellano, de opperrechter van het Hooggerechtshof van de Filipijnen. Aansluitend was hij van 1916 tot 1917 professor in de rechten aan de Philippine Law School van de National University.
In 1917 nam Roxas ontslag om zich te richten op een politieke carrière. Van 1917 tot 1919 was hij raadslid van de stad Capiz. In 1919 werd hij gekozen tot gouverneur van de provincie Capiz. Een jaar later werd Roxas bij de jaarlijkse conventie van gouverneurs gekozen tot voorzitter. Na afloop van zijn termijn als gouverneur werd Roxas bij de verkiezingen van 1922 namens het 1e kiesdistrict van Capiz gekozen in het Filipijns Huis van Afgevaardigden. Bij de verkiezingen van 1925, 1928, 1931 en 1934 werd hij herkozen waardoor Roxas van 1921 tot 1935 onafgebroken zitting had in het Huis van Afgevaardigden.
Bij de verkiezingen van 1941 werd Roxas gekozen in de Senaat van de Filipijnen. Vóór de Senaat echter in zitting kon gaan, werden de Filipijnen kort na de aanval op Pearl Harbor binnengevallen door Japan. In 1942 werd Roxas daar gevangengenomen door de Japanners. Tijdens het restant van de Japanse bezetting was hij de belangrijkste adviseur van Jose Laurel, de president van de door de Japanners gecontroleerde Filipijnen. Tegelijkertijd speelde hij in het geheim echter informatie door aan de Amerikanen. Gedurende de herovering van de Filipijnen door de Amerikanen kwam Roxas weer in dienst bij het Filipijnse leger. Toen het Filipijns Congres in 1945 voor het eerst bijeenkwam, werd hij door zijn collega's in de Senaat gekozen tot president van de Senaat.
Voorafgaand aan de verkiezingen van 1946 splitste een groep politici zich af van de Nacionalista Party en vormden de Liberal Party. Deze nieuwe partij koos Roxas tot hun leider. Hij moest het bij de presidentsverkiezing opnemen tegen Sergio Osmeña, de zittende president van het Gemenebest van de Filipijnen. Osmeña was Manuel Quezon opgevolgd na diens overlijden in ballingschap in de Verenigde Staten en weigerde om campagne te voeren, omdat hij vond dat hij zich reeds bewezen had. Roxas daarentegen kreeg de steun van generaal Douglas MacArthur en de weduwe van Quezon. Hij won de verkiezingen met 54% van de stemmen en werd hierdoor de derde president van het Gemenebest van de Filipijnen. De Liberal Party verkreeg bovendien een meerderheid in het Filipijns Congres.

### Presidentschap

#### Economie
Enkele maanden na zijn verkiezing tot president van het Gemenebest van de Filipijnen werden de Filipijnen onafhankelijk van de Verenigde Staten. Roxas werd hierdoor de eerste president van de onafhankelijke natie, maar festiviteiten op 4 juli 1946 werden enigszins overschaduwd door de problemen waar de nieuwe regering te maken kreeg. De herovering van de Filipijnen door de Amerikanen in 1944 kwam tegen een hoge prijs. Hoewel een groot deel van het land de oorlog relatief ongeschonden doorkwam, werd zo'n 80% van de hoofdstad Manilla verwoest. De stad was hiermee na Warschau de meest verwoeste stad van de Tweede Oorlog. De economie van de Filipijnen was ingestort en dit zorgde voor een moeilijke start van de nieuwe regering. De regering van Roxas zag zich gedwongen om een vrijhandelverdrag met de Amerikanen te tekenen, waaruit de VS veel meer voordeel behaalde dan de Filipijnen. De Bell Trade Act van 1946 gaf Amerikaanse ondernemers bovendien het recht om landeigenaar in de Filipijnen te zijn en om de natuurlijke hulpbronnen van de Filipijnen te ontginnen. Dit verdrag hielp niet bij het herstel van de economie.

## Overlijden
Op 15 april 1948 was Roxas op Clark Field in Pampanga voor een speech ten overstaan van de United States Thirteenth Air Force. Na afloop werd hij onwel, waarna hij werd overgebracht naar de residentie van majoor-generaal E.L. Eubank. In de avond overleed Roxas daar op 56-jarige leeftijd aan een hartaanval. Twee dagen na zijn overlijden werd vicepresident Elpidio Quirino beëdigd tot nieuwe president. Roxas werd begraven op Manila North Cemetery.

## Privéleven
Roxas trouwde in 1921 met Trinidad de Leon, een dochter van senator Ceferino de Leon. Samen kregen ze twee kinderen: Rosario (Ruby) en Gerardo (Gerry) Roxas. Zijn zoon Gerry werd gekozen in de Senaat van de Filipijnen.
Zijn kleinzoon Mar Roxas was minister van binnenlandse zaken onder Benigno Aquino III, en dong met diens steun in 2016 naar het presidentschap. Met 23,12% van de stemmen werd hij tweede achter Rodrigo Duterte.

### Boeken
- Gregorio F, Zaide en Sonia M. Zaide (1988), Rizal and Other Great Filipinos, National Book Store, Manilla

### Websites
- Online Roster of Philippine Legislators, website Filipijns Huis van Afgevaardigden (geraadpleegd op 8 oktober 2015)
- Biografie van Manuel A. Roxas, website Filipijnse Senaat (geraadpleegd op 28 september 2015)
- Chan Robles Law Firm, Lijst met Filipijnse advocaten - R, website Chan Robles Law Firm (geraadpleegd op 28 september 2015)
- Ronald E. Dolan (1991), Philippines: A Country Study. Washington: GPO for the Library of Congress.

Emilio Aguinaldo · Manuel Quezon · José Laurel · Sergio Osmeña · Manuel Roxas · Elpidio Quirino · Ramon Magsaysay · Carlos Garcia · Diosdado Macapagal ·
 Ferdinand Marcos · Corazon Aquino · Fidel Ramos · Joseph Estrada · Gloria Macapagal-Arroyo · Benigno Aquino III · Rodrigo Duterte · Ferdinand Marcos jr.
- Bibliothèque nationale de France: cb17799861s (data)
- International Standard Name Identifier: 0000 0001 1792 3547
- Library of Congress Control Number: no00045005
- National Archives and Records Administration: 10598338
- Nationale bibliotheek van Australië: 35493792
- SNAC: w68d0dds
- Trove: 973267
- Virtual International Authority File: 92574928
- WorldCat: E39PBJjMxmfY3vPBChtV3mCqQq